# Suillus asiaticus
Suillus asiaticus är en svampart som tillhör divisionen basidiesvampar, och som först beskrevs av Rolf Singer, och fick sitt nu gällande namn av Kretzer och T. D. Bruns. Suillus asiaticus ingår i släktet Suillus, och familjen Gomphidiaceae. Arten har påträffats två gånger i Sverige, en gång 2017 i Tornedalen  och en gång i Lövånger 2019.